# Seven de la República 1986
El Seven de la República de 1986 fue la quinta edición del torneo de rugby 7 de fin de temporada para uniones regionales afiliadas a la Unión Argentina de Rugby. El torneo fue originalmente programado para disputarse el 12 y 13 de octubre de 1985, pero debió posponerse debido a la Gira de los All Blacks a la Argentina del mismo año. El torneo acabó disputándose cuatro meses después, el 22 y 23 de febrero de 1986.
Este fue el primer torneo en ser parcialmente organizado por una unión del interior: la Unión de Rugby de Mar del Plata. Por primera vez el torneo no se llevó a cabo dentro del conurbano bonaerense, siendo la sede el estadio mundialista José María Minella de Mar del Plata.
Con la participación de los seleccionados de Chile y Paraguay como equipos invitados, esta edición se convirtió en la primera en invitar a selecciones nacionales de Sudamérica, una tradición que se mantiene como parte del torneo hasta la actualidad. 
El seleccionado de Capital se quedó con su tercer título luego de vencer 32-6 a los locales, la Unión de Rugby de Mar del Plata, quienes clasificaron a su segunda final en cuatro ediciones.

## Equipos participantes
Participaron del torneo dieciséis equipos: doce uniones provinciales, dos seleccionados nacionales de Sudamérica y dos equipos de la Unión Argentina de Rugby.
| Equipo              | Unión                                                |
| ------------------- | ---------------------------------------------------- |
| Alto Valle          | Unión de Rugby del Alto Valle de Río Negro y Neuquén |
| Capital             | Unión Argentina de Rugby                             |
| Chile               | Federación Deportiva Nacional de Rugby               |
| Córdoba             | Unión Cordobesa de Rugby                             |
| Cuyo                | Unión de Rugby de Cuyo                               |
| Mar del Plata       | Unión de Rugby de Mar del Plata                      |
| Mar del Plata B     | Unión de Rugby de Mar del Plata                      |
| Misiones            | Unión de Rugby de Misiones                           |
| Nordeste            | Unión de Rugby del Nordeste                          |
| Paraguay            | Unión de Rugby del Paraguay                          |
| Provincia           | Unión Argentina de Rugby                             |
| Rosario             | Unión de Rugby de Rosario                            |
| San Juan            | Unión Sanjuanina de Rugby                            |
| Santa Fe            | Unión Santafesina de Rugby                           |
| Santiago del Estero | Unión Santiagueña de Rugby                           |
| Sur                 | Unión de Rugby del Sur                               |

En cursiva los seleccionados internacionales invitados.
Un segundo seleccionado local, Mar del Plata B, participó del torneo debido a la ausencia de uno de los participantes.

## Fase final
La final se disputó en el Estadio Mundialista José María Minella entre Capital y el seleccionado del local, la Unión de Rugby de Mar del Plata.
| 23 de febrero | Capital                                                                                         | 32 - 6  | Mar del Plata                                                              | Estadio José María Minella, Mar del Plata |                          |
|               | Pedro Lanza 7 F. Turnes 6 F. Gómez 5 M. Yanguela 4 M. Baeck 3 P. Dionisio 2 Alejandro Schiavo 1 | Reporte | 7 Bonavita 6 Meyrelles 5 Gilardi 4 Fruttero 3 Togni 2 Feullasier 1 Minguez | Árbitro(s): Efraín Sklar                  | Árbitro(s): Efraín Sklar |

| Bandera de la Ciudad de Buenos Aires |
| Capital Campeón                      |
| Tercer título                        |